# Spit My Last Breath
Spit My Last Breath è il primo album studio del gruppo hardcore punk statunitense Blood for Blood, pubblicato nel 1997 da Lost Disciple Records. Le tracce dalla 10 alla 13 provengono da una demo della band, Hurt You. L'album è stato ripubblicato nel 1999 da Lost Disciple e da Victory Records, e ne è uscita una terza ristampa il 29 giugno 2004, sempre su Victory.
Questo album ha guadagnato al quartetto il seguito più fanatico nella scena musicale attuale, occupando i vuoti lasciati da gruppi storici come Madball, Sheer Terror e Killing Time. Inoltre il disco è considerato uno dei migliori di tutta la carriera del gruppo.

## Tracce
1. Piss All over Your Hopes and Dreams – 2:37
2. Maldito – 3:47
3. Can't Heal – 2:56
4. Soulless – 4:54
5. Fade – 5:23
6. Spit My Last Breath – 4:40
7. Jaded – 2:31
8. Waiting for the Moment – 4:39
9. Redemption Denied – 9:29
10. Hurt You – 3:01
11. Paper Gangster – 2:18
12. Chaos – 3:31
13. Strain – 2:59

## Formazione
- Erick Medina - voce
- Rob Lind - chitarra, voce d'accompagnamento
- Greg Dellaria - basso
- Gina Benevides - basso
- Mike Mahoney - batteria

## Crediti[6]
- Frankie Benevides - fotografia
- Blood for Blood - note di copertina
- El Guapo - note di copertina
- Mike Mahoney - note di copertina
- Henk Kooistra - mastering
- Rob Lind - fotografia, art conception
- Peter Rinning - design, layout
- Rich Spillberg - ingegneria del suono, assistente